# Linea S10 (rete celere del Canton Ticino)
La linea S10 della rete celere del Canton Ticino collega Biasca a Como, passando per le città di Bellinzona, Lugano, Mendrisio e Chiasso. Il servizio è operato da TiLo.

## Storia
La linea nasce nel 2004 come tratta che collega Bellinzona a Chiasso, andando a sostituire le vecchie corse regionali, effettuando tutte le fermate previste tra le due stazioni. All'entrata in funzione, diventa la linea principale della compagnia lombardo-ticinese TiLo sul versante elvetico, sfruttando la tratta ferroviaria della linea del Gottardo. L'orario prevede una corsa ogni mezz'ora, di cui una all'ora viene anche prolungata fino a Biasca.
Il 27 aprile 2007 entrano in servizio i nuovi elettrotreni politensione serie RABe 524.
Nel 2008 la linea viene prolungata oltreconfine, andando a raggiungere le stazioni di Como San Giovanni e di Albate-Camerlata, a sud del capoluogo lariano.
A partire dal 13 dicembre 2008, in accordo con la Regione Lombardia, il Canton Ticino rinumera le proprie linee: la linea S1 diventa S10. A partire dal dicembre 2011 tre corse al giorno proseguono senza cambio come treno regionale fino a Milano Centrale, fermando a Seregno e a Monza (ma non fermando ad Albate-Camerlata).
Con il cambio orario del 15 dicembre 2013 la linea venne arretrata da Albate a Chiasso, abbandonando il percorso in territorio italiano, già servito dalla linea S11 del servizio ferroviario suburbano di Milano, a causa del basso afflusso di passeggeri.
Il cambio orario del 13 dicembre 2015 ripristina la lunghezza della linea S10 fino ad Albate; il 2 settembre 2018 essa viene nuovamente accorciata a Como San Giovanni.
A fine 2020 la linea viene spostata lungo la nuova galleria di base del Monte Ceneri, escludendo dal percorso 4 stazioni (Lamone-Cadempino, Taverne-Torricella, Mezzovico e Rivera-Bironico) che saranno servite dalla nuova linea S90.

## Orario di servizio
A partire dal 13 dicembre, dalle 5.00 alle 24.00 treni ogni 30 minuti, alternativamente Biasca-Chiasso e Bellinzona-Como.
Nelle ore di punta corse supplementari circolano ogni 15 minuti circa, con corse S (Suburbani, senza numero, fermano a Bellinzona, Giubiasco, Lamone-Cadempino, poi tutte fino a Chiasso) o RE (RegioExpress, partendo da Bellinzona effettuano le fermate alle stazioni di Lamone-Cadempino, Lugano, Mendrisio per concludere la corsa a Chiasso).
Sono previste le coincidenze a Como San Giovanni con i treni della linea per Lecco, a Chiasso con i treni da e per Milano e a Giubiasco con le corse da e per Locarno mentre a Biasca con le linee automobilistiche della Leventina e della valle di Blenio.
A partire dal 12 dicembre 2010 anche la stazione di Ambrì-Piotta (rimasta chiusa per 15 anni) è servita dalla linea S10 con due corse mattutine in direzione sud e due serali in direzione nord. La tratta Bellinzona-Airolo è poi passata in capo alla S20.
Dal 7 gennaio 2018, previa attivazione integrale della ferrovia Mendrisio-Varese, i treni della linea S10 in salita dal comense, una volta arrivati a Mendrisio, vengono agganciati al coincidente treno della linea S50 proveniente da Malpensa Aeroporto: il convoglio così composto prosegue la corsa fino a Bellinzona. Viceversa, sul tragitto opposto, il doppio treno bloccato viene separato a Mendrisio, onde proseguire in composizione singola sulle rispettive tratte.
Per tutto il 2019 il primo treno mattutino diretto a sud da Bellinzona non ferma nelle stazioni di Rivera-Bironico, Mezzovico, Taverne-Torricella e Lamone-Cadempino.

## Materiale rotabile
Tutte le corse utilizzano elettrotreni RABe 524 a 4 casse della società TiLo, appartenenti alla famiglia FLIRT.
Dal cambio d'orario del 12 dicembre 2010 sono state messe in servizio nuove composizioni FLIRT a sei casse (invece delle precedenti 4), più capienti.